# Une recette secrète
Une recette secrète, en japonais Himitsu no reshipi (ひみつのレシピ), est une série de mangas yuri romantique japonais écrite et illustrée par Milk Morinaga et sérialisée dans Tsubomi et plus tard dans Tsubomi Web par Hōbunsha. La série est publiée en français par Taifu Comics.

## Personnages
Wakatsuki
Une étudiante en première année de lycée qui rejoint le club de cuisine sur un coup de tête, et se retrouve sous le charme de la présidente du club. Bien qu'elle soit belle et populaire, ses avances sexuelles agressives aliènent le président. Elle est d'abord terrible en cuisine, même si elle devient considérablement meilleure à la fin de la série.
Horikawa
Une étudiante de troisième année et présidente du club de cuisine du lycée. Elle se soucie profondément du club et la cuisine en général. Alors qu'au départ, elle considère Wakatsuki comme une nuisance, elle en vient à retourner l'affection de sa camarade de classe vers la fin de la série.
Kanbe
L'ancienne présidente du club de cuisine et un mentor pour Horikawa. Leur relation proche rend Wakatsuki jalouse et possessive.

## Manga

### Liste des volumes
| no | Japonais        | Japonais      | Français          | Français      |
| no | Date de sortie  | ISBN          | Date de sortie    | ISBN          |
| -- | --------------- | ------------- | ----------------- | ------------- |
| 1  | 11 octobre 2011 | 9784832240544 | 27 septembre 2012 | 9782351806340 |
| 2  | 11 février 2013 | 9784832242982 | 12 décembre 2013  | 9782351807880 |

## Réception
Sur manga-news.com l'équipe a donné une note de 14 sur 20. Sur Manga Sanctuary, deux des membres de l'équipe lui ont donné une note moyenne de 5 sur 10. Sur AnimeLand.com, l'équipe a donné aux deux volumes la note « intéressant » (4 sur 6),.